# Coelotes tokaraensis
Coelotes tokaraensis là một loài nhện trong họ Amaurobiidae.
Loài này thuộc chi Coelotes. Coelotes tokaraensis được miêu tả năm 2000 bởi Shimojana.